# USS Savannah (CL-42)
USS Savannah (CL-42) là một tàu tuần dương hạng nhẹ thuộc lớp Brooklyn của Hải quân Hoa Kỳ. Nó là chiếc tàu chiến thứ tư của Hải quân Mỹ được đặt cái tên này, được đặt theo thành phố Savannah tại tiểu bang Georgia. Được đưa ra hoạt động ngay trước Chiến tranh Thế giới thứ hai, nó chỉ tham gia chiến đấu thuần túy tại khu vực Đại Tây Dương và Địa Trung Hải trong chiến tranh. Bị hư hại nặng bởi bom lượn của Đức vào năm 1943 trong cuộc đổ bộ lên Salerno, nó được đưa về Hoa Kỳ để sửa chữa, nhưng sau đó không còn tham gia hoạt động tác chiến nào khác cho đến khi chiến tranh kết thúc. Savannah ngừng hoạt động năm 1947 và bị tháo dỡ vào năm 1966. Nó được tặng thưởng ba Ngôi sao Chiến trận do thành tích phục vụ trong Thế Chiến II.

## Thiết kế và chế tạo
Brooklyn được đặt lườn bởi hãng New York Shipbuilding Corporation tại Camden, New Jersey vào ngày 31 tháng 5 năm 1934. Con tàu được hạ thủy vào ngày 8 tháng 5 năm 1937; được đỡ đầu bởi cô Jayne Maye Bowden, cháu gái Nghị sĩ Richard B. Russell, Jr. thuộc tiểu bang Georgia; và được cho nhập biên chế tại Xưởng hải quân Philadelphia vào ngày 10 tháng 3 năm 1938 dưới quyền chỉ huy của hạm trưởng, Đại tá Hải quân Robert C. Griffin.

## Lịch sử hoạt động

### Những năm giữa hai cuộc thế chiến
Sau một chuyến đi chạy thử máy đến Cuba và Haiti trong mùa Xuân, Savannah quay trở về Philadelphia vào ngày 3 tháng 6 năm 1938 tiến hành những sửa đổi trước các cuộc chạy thử cuối cùng ngoài khơi Rockland, Maine. Được dự định nhằm bảo vệ những công dân Hoa Kỳ nếu như chiến tranh nổ ra tại Châu Âu, chiếc tàu tuần dương khởi hành từ Philadelphia hướng sang Anh Quốc vào ngày 26 tháng 9, và đến Portsmouth vào ngày 4 tháng 10. Tuy nhiên, Hiệp ước Munich đã trì hoãn được nguy cơ chiến tranh, nên Savannah quay trở về Norfolk vào ngày 18 tháng 10. Sau các đợt cơ động mùa Đông tại khu vực biển Caribbe, Savannah ghé thăm thành phố mà nó mang tên, Savannah, Georgia, từ ngày 12 đến ngày 20 tháng 4 năm 1939. Nó khởi hành từ Norfolk vào ngày 26 tháng 5; đi qua kênh đào Panama vào ngày 1 tháng 6; và đến San Diego vào ngày 17 tháng 6. Cảng nhà của nó được chuyển đến Long Beach, California không lâu sau đó.
Savannah đi đến Trân Châu Cảng vào ngày 21 tháng 5 năm 1940, rồi tiến hành các hoạt động huấn luyện và tập trận tại vùng biển Hawaii cho đến ngày 8 tháng 11. Nó quay về Long Beach vào ngày 14 tháng 11, và không lâu sau đó được đại tu tại Xưởng hải quân Mare Island ở vịnh San Francisco. Savannah quay trở lại Trân Châu Cảng vào ngày 27 tháng 1 năm 1941 và tiếp tục trú đóng tại đây cho đến ngày 19 tháng 5, khi nó lên đường quay trở lại kênh đào Panama và đi đến Boston ngang qua Cuba, đến nơi vào ngày 17 tháng 6.

### Tuần tra Trung lập
Trong vai trò soái hạm của Hải đội Tuần dương 8, Savannah thực hiện các cuộc Tuần tra Trung lập trải về phía Nam cho đến Cuba và đến Virginia Capes. Vào ngày 25 tháng 8, nó khởi hành từ Norfolk để tuần tra tại khu vực Nam Đại Tây Dương cho đến Trindade và Martim Vaz trong thành phần hộ tống cho tàu sân bay Wasp. Sau đó đội đặc nhiệm tuần tra trong khu vực từ Bermuda cho đến Argentia, Newfoundland, nơi Savannah đi đến vào ngày 23 tháng 9. Trong tám tuần lễ tiếp theo, chiếc tàu tuần dương giúp vào việc hộ tống các tàu buôn Anh cùng các đoàn tàu vận tải Đồng Minh cho đến cách quàn đảo Anh Quốc vài trăm dặm, được tiếp tế tại vịnh Casco, Maine hay tại New York.

### Bắc Đại Tây Dương
Savannah đang ở lại cảng New York khi Nhật Bản tấn công Trân Châu Cảng vào ngày 7 tháng 12. Nó lên đường ngay ngày hôm đó hướng đến vịnh Casco, Maine, và từ đây di chuyển ngang qua Bermuda hướng đến Brasil, đến Recife vào ngày 12 tháng 1 năm 1942. Nó tham gia lực lượng hộ tống cho tàu sân bay Ranger trong nhiệm vụ tuần tra tại Đại Tây Dương về phía Bắc Bermuda. Hòn đảo này trở thành căn cứ tạm thời của chiếc tàu tuần dương khi nó canh chừng các tàu chiến của phe Vichy Pháp đặt căn cứ ở Martinique và Guadeloupe tại Tây Ấn thuộc Pháp. Savannah khởi hành từ vịnh Shelly, Bermuda, vào ngày 7 tháng 6, và đi vào Xưởng hải quân Boston hai ngày sau đó cho một đợt đại tu, vốn hoàn tất vào ngày 15 tháng 8. Sau đó Savannah tiến hành các cuộc tập dượt tại vịnh Chesapeake nhằm chuẩn bị cho cuộc tấn công đổ bộ lên Bắc Phi.

### Đổ bộ Bắc Phi
Savannah tham gia Lực lượng Đặc nhiệm Hải quân Tây của Chuẩn Đô đốc H. Kent Hewitt. Lực lượng này có nhiệm vụ cho đổ bộ khoảng 35.000 binh lính và 250 xe tăng thuộc Lực lượng Đặc nhiệm Tây của Tướng George Patton tại ba địa điểm khác nhau trên bờ biển Đại Tây Dương của Maroc. Trong thành phần Đội Đặc nhiệm Bắc do Chuẩn Đô đốc Monroe Kelly chỉ huy, Savannah lên đường từ Norfolk vào ngày 24 tháng 10, trên một lộ trình giống như đang hướng sang quần đảo Anh Quốc. Toàn bộ Lực lượng Đặc nhiệm Hải quân Tây được tập hợp ở cách mũi Race 450 mi (720 km) về phía Nam Đông Nam bốn ngày sau đó, bao gồm 102 tàu trải ra trên một khu vực trên đại dương khoảng 20 × 40 dặm (30 × 60 km), kể cả lực lượng bảo vệ vòng ngoài. Đây là lực lượng hạm đội chiến trận lớn nhất mà Hoa Kỳ từng tung ra cho đến lúc đó. Không lâu trước nữa đêm ngày 7 – 8 tháng 11, ba đội đặc nhiệm đã tiếp cận tại ba địa điểm khác nhau dọc theo bờ biển Morocco để bắt đầu Chiến dịch Torch.
Đội Đặc nhiệm Bắc của Savannah có nhiệm vụ đổ bộ lực lượng của Thiếu tướng Lucian K. Truscott bao gồm 9.099 sĩ quan và binh lính, bao gồm 65 xe tăng hạng nhẹ, trên năm bãi đổ bộ khác nhau trải rộng trên cả hai phía của Mehedia. Mục tiêu của họ là thành phố cảng Lyautey cùng sân bay Wadi Sebou của nó vốn hoạt động được trong mọi điều kiện thời tiết, và sân bay Salé.
Sáng ngày 8 tháng 11, Savannah nổ súng vào các khẩu pháo của phe Vichy gần Kasba vốn đã can thiệp vào các xuồng đổ bộ của Lục quân. Nó cũng tạm thời làm im tiếng một khẩu đội pháo vốn đã nổ súng nhắm vào USS Roe, giúp chiếc tàu khu trục này tránh được thảm họa. Cho đến sáng hôm sau, các khẩu pháo 6 in (150 mm) của Savannah đã bắn trúng một phát trực tiếp vào một trong hai khẩu pháo 5,4 in (140 mm) tại pháo đài Kasba và làm im tiếng khẩu còn lại.
Cũng trong ngày hôm đó, thủy phi cơ trinh sát của Savannah cũng mở đầu một phương thức tác chiến mới khi ném bom thành công một số chuỗi xe tăng đối phương bằng mìn sâu, với kíp nổ được cài để kích nổ sau khi va chạm. Những máy bay này đã ở trên không liên tục trong 8 giờ mỗi ngày, tấn công các mục tiêu khác trên bờ, và duy trì việc tuần tra chống tàu ngầm. Máy bay của Savannah cũng phát hiện một khẩu đội pháo đã nổ súng vào tàu khu trục Dallas, và đã loại bỏ chúng bằng hai quả mìn sâu. Hoạt động này đã trợ giúp cho chiếc Dallas được trao tặng danh hiệu Đơn vị Tuyên dương Tổng thống do đã cho đổ bộ thành công Tiểu đoàn Biệt kích Lục quân Hoa Kỳ lên bãi Wadi Sebou rải đầy chướng ngại vật, ngay ngoài khơi sân bay gần cảng Lyautey.
Máy bay trinh sát của Savannah lại ném bom và bắn phá xe tăng đối phương trên đường Rabat vào sáng ngày 10 tháng 11. Trong suốt ngày hôm đó, hỏa lực pháo của nó đã hỗ trợ cho việc tiến quân của Lục quân. Các hoạt động xung đột được kết thúc vào ngày đạt được thỏa thuận ngừng bắn, 11 tháng 11 năm 1942. Bốn ngày sau, Savannah lên đường quay trở về nhà, về đến Norfolk vào ngày 30 tháng 11. Sau một đợt sửa chữa ngắn tại thành phố New York, nó lên đường vào ngày 25 tháng 12 gia nhập lực lượng tuần tra Nam Đại Tây Dương của Hải quân Mỹ, đi đến Recife, Brazil vào ngày 7 tháng 1 năm 1943.

### Tuần tra Nam Đại Tây Dương
Nhiệm vụ chính của Savannah tại khu vực ngoài khơi Brazil là tiêu diệt mọi con tàu vượt phong tỏa của Đức Quốc xã bị phát hiện tại Nam Đại Tây Dương. Phối hợp cùng chiếc tàu sân bay hộ tống mới của Hải quân Mỹ Santee cùng các tàu khu trục hộ tống, Savannah ra khơi vào ngày 12 tháng 1 năm 1943 cho một chuyến đi tuần tra kéo dài nhưng không có bất kỳ cuộc đụng độ nào với đối phương. Savannah quay trở lại cảng Recife vào ngày 15 tháng 2, rồi lại lên đường vào ngày 21 tháng 2 tiếp tục truy tìm những con tàu vượt phong tỏa. Vào ngày 11 tháng 3, nó cùng với tàu khu trục Eberle được cho tách khỏi đội đặc nhiệm để điều tra một con tàu lạ bị một máy bay xuất phát từ Santee phát hiện.
Kota Tjandi nguyên là một tàu buôn Hà Lan được thủy thủ đoàn Hải quân Đức đổi tên thành Karin, bị buộc phải dừng lại sau những phát đạn pháo bắn cảnh cáo ngang trước mũi tàu từ hai chiếc tàu chiến Mỹ. Ngay trước khi một nhóm đổ bộ xuất phát từ Eberle cặp bên mạn, những quả bom hẹn giờ mạnh mẽ, vốn được cài đặt ngay trước khi các xuồng cứu sinh của Karin được thả xuống, đã phát nổ. Mười một thủy thủ trong nhóm đổ quân lên tàu bị thiệt mạng, nhưng một chiếc xuồng của Savannah đã cứu được ba người khác dưới nước. Savannah cũng bắt giữ 72 thủy thủ Đức, giam giữ họ trong các hầm tàu bên dưới như những tù binh. Savannah quay trở về New York vào ngày 28 tháng 3, nơi nó được đại tu nhằm chuẩn bị cho nhiệm vụ tiếp theo tại Địa Trung Hải.

### Đổ bộ Sicilia
Savannah khởi hành từ Norfolk vào ngày 10 tháng 5 năm 1943 để bảo vệ các tàu vận tải chuyển binh lính Lục quân trên đường đi đến Oran, Algérie. Nó đến nơi vào ngày 23 tháng 5, rồi chuẩn bị cho Chiến dịch Husky, cuộc tấn công đổ bộ lên bờ biển phía Nam của đảo Sicilia gần Gela. Bờ biển với vách đá dự đứng tại đây được bảo vệ bởi các khẩu đội pháo phòng thủ duyên hải hạng nặng, và không thể tìm thấy địa điểm đổ bộ ngoại trừ một bãi biển kéo dài 4.600 m (5.000 yard) ở cách khoảng 2 km (1 dặm) về phía Đông của cửa sông Gela. Trấn giữ trên cao nguyên bên trên bãi biển là sư đoàn xe tăng Hermann Göring của Lục quân Đức, sẵn sàng đánh trả mọi ý định đổ bộ, cùng với các đơn vị Đức và Ý khác.
Savannah cung cấp hỏa lực hải pháo hỗ trợ cho Sư đoàn Bộ binh 1 Hoa Kỳ "Rangers" trước lúc bình minh ngày 10 tháng 7. Ngay khi những ánh sáng bình minh đầu tiên vừa ló rạng, Savannah tung ra hai thủy phi cơ trinh sát. Máy bay tiêm kích Messerschmitt Bf-109 của Không quân Đức đã đánh chặn chúng, gây hậu quả thảm khốc. Trung úy phi công C. A. Anderson tử trận, trong khi điện báo viên Edward J. True tìm cách hạ cánh được chiếc máy bay bị hư hại xuống biển. Anh được vớt không lâu sau khi chiếc máy bay chìm xuống biển. Có đến ba trong số bốn thủy phi cơ trinh sát của Savannah bị bắn rơi trong ngày hôm đó.
Sáng ngày 11 tháng 7, Savannah là tàu chiến đầu tiên đáp ứng yêu cầu hỗ trợ hải pháo vào hai điểm trên con đường dẫn đến Gela. Nó đã tiêu diệt nhiều xe tăng trước khi chuyển hỏa lực sang con đường đi Butera hỗ trợ cho bộ binh tiến lên. Sau đó, vị trí giữa ta và địch gần đến mức hỏa lực hải pháo không thể can thiệp. Savannah tiêu diệt thêm nhiều xe tăng vào xế chiều hôm đó, rồi trải qua những giờ còn lại trước khi trời tối giúp lực lượng Rangers đánh trả một cuộc phản công của bộ binh Ý.
Sáng hôm sau, Savannah hỗ trợ cho lực lượng lục quân với hơn 500 quả đạn pháo 6 inch khi họ tiến quân về phía Butera. Ngày hôm đó, bác sĩ và đội y tế của Savannah đã chăm sóc cho 41 lính bộ binh bị thương, trong khi chiếc tàu chiến nả pháo xuống các điểm tập trung quân đối phương sâu trong đất liền cũng như các khẩu đội pháo binh trên các điểm cao. Vào ngày 13 tháng 7, Savannah được yêu cầu hỗ trợ từ Sư đoàn Bộ binh 1; nó nả nhiều loạt đạn pháo xuống thị trấn Butera trên đồi, đập tan ba cuộc tấn công của bộ binh, làm vô hiệu hóa ba khẩu đội pháo đồng thời làm mất tinh thần của quân Ý bởi hiệu quả của hỏa lực hải pháo. Ngày hôm sau, Savannah lên đường đi Algier.
Savannah quay trở lại Sicilia vào ngày 19 tháng 7 để hỗ trợ cho Tập đoàn quân 7 Hoa Kỳ tấn công dọc theo bờ biển phía Đông và phía Bắc Sicilia. Vào ngày 30 tháng 7, mang cờ hiệu của Chuẩn Đô đốc Lyal A. Davidson, Savannah đi đến cảng Palermo để bắn pháo hỗ trợ ban ngày. Hỏa lực của nó đã giúp đánh lui máy bay đối phương đến tập kích cảng từ ngày 1 đến ngày 4 tháng 8. Vào ngày 8 tháng 8, lực lượng đặc nhiệm của nó đã hỗ trợ cho cuộc đổ bộ của Trung đoàn 30, có cả pháo binh và xe tăng, lên bãi biển cách "Monte Fratello" 9 dặm về phía Đông.

### Chiếm đóng Salerno
Savannah quay trở lại Algiers một lần nữa vào ngày 10 tháng 8 năm 1943 để huấn luyện cùng với các đơn vị Lục quân Hoa Kỳ cho Chiến dịch Avalanche, cuộc tấn công đổ bộ nhằm chiếm đóng Salerno, Ý. Rời cảng Mers-el-Kebir vào ngày 5 tháng 9, Lực lượng tấn công phía Nam của nó tiến vào vịnh Salerno vài giờ trước nữa đêm ngày 8 tháng 9.
Savannah là tàu chiến Hoa Kỳ đầu tiên khai hỏa vào hệ thống công sự phòng thủ của quân Đức trong vịnh Salerno. Nó đã làm im tiếng một khẩu đội đặt trên đường ray với 57 quả đạn pháo, buộc xe tăng đối phương phải rút lui, và hoàn tất thêm tám đợt bắn pháo hỗ trợ khác trong ngày hôm đó. Nó tiếp tục hỗ trợ đắc lực cho việc tiến quân cho đến sáng ngày 11 tháng 9, khi nó bị loại khỏi vòng chiến.

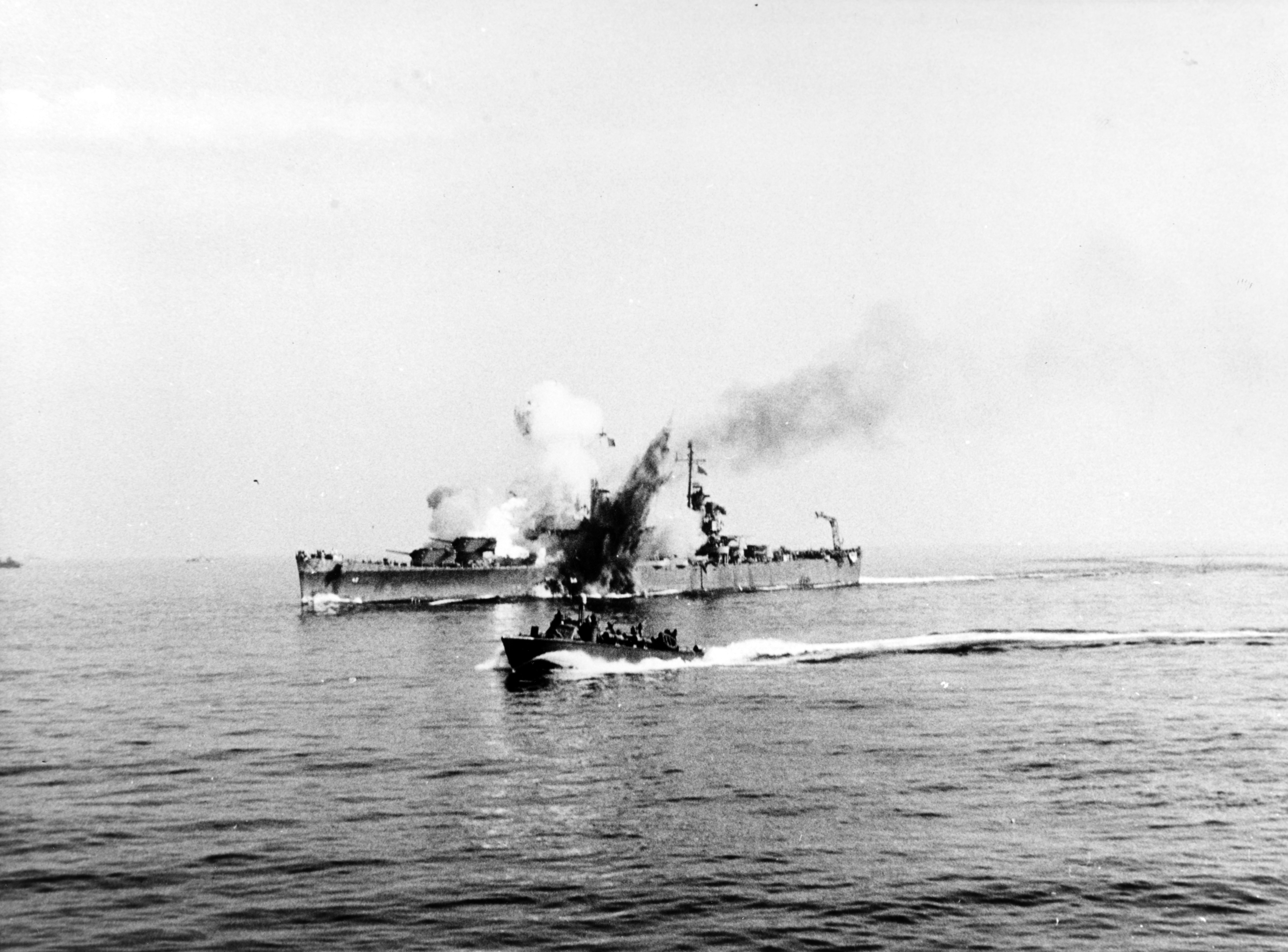
Savannah bị đánh trúng bởi một quả bom Fritz-X điều khiển bằng vô tuyến của Đức, đang khi hỗ trợ lực lượng Đồng Minh trên bờ trong chiến dịch Salerno, 11 tháng 9 năm 1943

Một quả bom lượn Fritz X điều khiển bằng vô tuyến đã được thả ra từ một khoảng cách an toàn bởi một máy bay Đức bay cao, và nó phát nổ ở cách chiếc tàu tuần dương chị em Philadelphia khoảng 15 m (49 ft). Savannah gia tăng tốc độ lên 20 kn (37 km/h; 23 mph) khi một máy bay ném bom Dornier Do 217 K-2 đến gần từ hướng mặt trời. Máy bay tiêm kích P-38 Lightning của Không lực Mỹ và xạ thủ phòng không trên chiếc Savannah, vốn đã theo dõi chiếc máy bay từ khoảng cách 18.700 ft (5.700 m), bất lực không thể ngăn chặn trái bom Fritz X, để lại một vệt khói dài. Quả tên lửa xuyên thủng nóc bọc thép của tháp pháo số 3, xuyên qua ba lớp sàn tàu và phát nổ trong phòng tiếp đạn, thổi tung một lỗ lớn trên lườn tàu, và xé một mảng lớn thân tàu bên mạn trái. Trong vòng ít nhất 30 phút, các vụ nổ thứ phát trong tháp pháo và phòng tiếp đạn đã ngăn trở mọi nỗ lực dập lửa.
Hành động nhanh chóng, sĩ quan và thủy thủ của Savannah bịt kín các ngăn bị ngập nước và bị cháy, rồi hiệu chỉnh lại độ nghiêng. Với sự trợ giúp từ các chiếc USS Hopi (AT-71) và USS Moreno (AT-87), Savannah lên đường bằng chính động lực của nó vào lúc 17 giờ 57 phút hướng đến Malta.
Savannah bị mất 197 thành viên thủy thủ đoàn trong cuộc phản công này. 15 thủy thủ khác bị thương nặng, và có bốn người khác bị mắc kẹt trong một ngăn kín nước trong khoảng 60 giờ. Bốn thủy thủ này chỉ có thể được giải cứu sau khi Savannah đến được cảng Grand, Valletta, Malta vào ngày 12 tháng 9.
Sau khi việc sửa chữa khẩn cấp được tiến hành tại Malta, Savannah lên đường vào ngày 7 tháng 12, hướng về Xưởng hải quân Philadelphia ngang qua Tunis, Algiers và Bermuda. Nó về đến nơi vào ngày 23 tháng 12, ngay trước lễ Giáng Sinh, và được sửa chữa lớn tại đây vốn kéo dài đến tám tháng. Đồng thời với việc sửa chữa những hư hại trong chiến đấu, Savannah còn được tăng cường dàn pháo hạng hai với các khẩu 127 mm (5 inch) và một dàn pháo phòng không hiện đại.

### Các hoạt động sau cùng trong chiến tranh
Công việc sửa chữa và nâng cấp cho Savannah hoàn tất vào ngày 4 tháng 9 năm 1944. Tuy nhiên, trong thời gian còn lại của chiến tranh nó không bao giờ được gửi đến khu vực chiến sự. Chiếc tàu tuần dương rời cảng Philadelphia vào ngày hôm sau, và được đặt dưới quyền Tư lệnh Bộ chỉ huy Huấn luyện Tác chiến Hạm đội vào ngày 10 tháng 9 cho một chuyến đi chạy thử máy và huấn luyện ôn tập thủy thủ. Nó quay trở về Norfolk vào ngày 12 tháng 10 để huấn luyện sẵn sàng chiến đấu cùng với Hải đội Tuần dương 8, và lên đường vào ngày 21 tháng 1 năm 1945 để gặp gỡ tàu tuần dương hạng nặng Quincy, vốn đang đưa Tổng thống Franklin D. Roosevelt đi Địa Trung Hải, một phần của chuyến đi đến Yalta, Krym thuộc Liên Xô cho một cuộc hội nghị với Thủ tướng Winston Churchill và lãnh đạo Liên Xô Joseph Stalin.
Savannah đi vào cảng Grand, Valletta, Malta, vào ngày 2 tháng 2. Tại đảo này, Tổng thống và đoàn tùy tùng rời tàu, tiếp tục chuyến hành trình đi đến Yalta bằng máy bay. Một hoạt động tưởng niệm được tiến hành tại nghĩa trang, nơi chôn những thủy thủ và thủy binh của Savannah thiệt mạng trong cuộc ném bom ngoài khơi Salerno. Sau đó nó rời Malta vào ngày 9 tháng 2 hướng đến Alexandria, Ai Cập, nơi Tổng thống và những người cùng đi trở lại chiếc Quincy vào ngày 12 tháng 2. Đoàn tàu rời Alexandria quay trở về nhà vào ngày 15 tháng 2, và chúng về đến Hampton Roads, Virginia vào ngày 27 tháng 2. Savannah lại lên đường ngay ngày hôm sau, và nó đi đến cảng nhà mới Newport, Rhode Island vào ngày 8 tháng 3. Cho đến ngày 24 tháng 5, Savannah được sử dụng như một trường học cho thủy thủ đoàn của những con tàu sắp hoàn tất.

### Sau chiến tranh
Sau một chuyến viếng thăm New York và được bổ sung thiết bị điều khiển hỏa lực dẫn hướng bằng radar cho dàn pháo phòng không Bofors 40 mm, Savannah trở thành soái hạm của hải đội huấn luyện học viên mới dưới quyền Chuẩn đô đốc Frank E. Beatty. Nó khởi hành từ Annapolis vào ngày 7 tháng 6 cho chuyến đi huấn luyện trên biển với hơn 400 học viên trên tàu. Sau khi trải qua hai chuyến đi khứ hồi đến Cuba, Savannah tiễn các học viên lên bờ tại Annapolis vào ngày 30 tháng 9, đón nhận một đợt khác, rồi lại lên đường vào ngày 1 tháng 10 đi về hướng Pensacola, Florida. Nó trải qua những lễ hội của Ngày Hải quân từ ngày 25 đến ngày 30 tháng 10 năm 1945 tại thành phố mà nó được đặt tên Savannah, Georgia. Sau đó nó quay về Norfolk vào ngày 1 tháng 11 để chuẩn bị phục vụ trong hạm đội "Magic Carpet" khổng lồ được huy động để hồi hương hàng trăm ngàn cựu chiến binh ở nước ngoài quay trở về Hoa Kỳ.
Savannah khởi hành từ Norfolk vào ngày 13 tháng 11, đi đến Le Havre, Pháp vào ngày 20 tháng 11. Ngày hôm sau, nó ra khơi với số hành khách gồm 1.370 binh lính và 67 sĩ quan, đưa họ về đến cảng New York vào ngày 28 tháng 11. Nó hoàn tất một chuyến đi tương tự vào ngày 17 tháng 12.
Cảng nhà của Savannah được chuyển đến Xưởng hải quân Philadelphia vào ngày 19 tháng 12 để được đại tu chuẩn bị ngừng hoạt động. Nó được đưa về lực lượng dự bị vào ngày 22 tháng 4 năm 1946, và cuối cùng xuất biên chế vào ngày 3 tháng 2 năm 1947. Không giống như nhiều con tàu chị em với nó được chuyển cho hải quân các nước Brasil, Chile và Argentina vào năm 1951, những hư hại mà nó chịu đựng ngoài khơi Salerno, cho dù đã được sửa chữa, khiến nó không được xem xét để chuyển cho nước ngoài. Tên của nó được rút khỏi danh sách Đăng bạ Hải quân vào ngày 1 tháng 3 năm 1959, và nó được bán cho hãng Bethlehem Steel Corporation để tháo dỡ vào ngày 25 tháng 1 năm 1966.

## Phần thưởng
Savannah được tặng thưởng ba Ngôi sao Chiến trận do thành tích phục vụ trong Chiến tranh Thế giới thứ hai.
| Bronze star |                                         |
|             | Bronze star · Bronze star · Bronze star |

| Dãi băng Hoạt động Tác chiến  | Dãi băng Hoạt động Tác chiến                                                 | Huân chương Phục vụ Phòng vệ Hoa Kỳ với 1 Ngôi sao Chiến trận                | Huân chương Phục vụ Phòng vệ Hoa Kỳ với 1 Ngôi sao Chiến trận |
| Huân chương Chiến dịch Hoa Kỳ | Huân chương Chiến dịch Châu Âu-Châu Phi-Trung Đông với 3 Ngôi sao Chiến trận | Huân chương Chiến dịch Châu Âu-Châu Phi-Trung Đông với 3 Ngôi sao Chiến trận | Huân chương Chiến thắng Thế Chiến II                          |